# Urolophus flavomosaicus
Urolophus flavomosaicus é uma espécie de peixe da família Urolophidae.
É endémica da Austrália.
Os seus habitats naturais são: mar aberto.
Está ameaçada por perda de habitat.